# Kélibia
Kélibia o Qalibia (árabe: قليبية) es una ciudad costera en el noreste de Túnez. Está situada en la punta de la península del cabo Bon (a 106 km de Túnez), y es la tercera ciudad más grande de la Gobernación de Nabeul, después de Hammamet y Nabeul.
Es chef-lieu de una delegación y un municipio de 43.209 habitantes. Es también uno de los más importantes puertos puerto pesquero de Túnez con una producción de 15.000 toneladas de diversos mariscos por año.
Sus hermosas playas, entre ellas La Mansoura, considerada de las más bellas en el mar Mediterráneo, convierten Kélibia en un popular destino turístico.
El moscatel de Kélibia, vino seco y afrutado producido en la región, es famoso en todo el país.

## Etimología
Kélibia está situada en una elevación del cabo Taphitis, que tiene cierta semejanza con la forma de un escudo, por eso toma los nombres en latín clupea y en griego aspis. Llamada Clupea en el momento en el que pertenecía a la provincia romana de Bizacena, la letra p más tarde se transformó en una letra b al no pronunciar los árabes la letra.

## Historia
La ciudad fue fundada por Agatocles de Siracusa mientras se encontraba en su fracasada invasión del norte de África. Después de la retirada de Agatocles, los cartagineses conservaron el citado asentamiento. Marco Atilio Régulo, después de conquistarla durante la primera guerra púnica, la seleccionó como base para sus operaciones. Durante la tercera guerra púnica, la última guerra que enfrentó a romanos y cartagineses, el cónsul Lucio Calpurnio Pisón Cesonino asedió la ciudad, pero se vio obligado a retirarse. Tra su rendición, se convirtió en una colonia romana en el año 45 a. C. Según Plinio el Viejo, Clupea se convirtió más tarde en una ciudad libre con un gran puerto en que protegía la armada romana y que por su posición, era importante para la navegación.
Las ruinas de la vieja ciudad se encuentran entre la colina y el mar, y los restos de fortificaciones romanas dentro de los muros de una moderna fortaleza, construida en la cima de la colina. Aún se pueden encontrar partes considerables del embarcadero y restos del antiguo puerto, que se han conservado.

## Deporte
Kélibia es uno de los bastiones del voleibol tunecino, con el equipo Club Olympique de Kélibia, que se hizo en dos ocasiones con el campeonato nacional, en 1977 y 2003.

## Kelibianos ilustres
- Mongi Ben Hamida, neurólogo y exministro.
- Mohamed Ben Rejeb, exministro.
- Naceur Sammoud, compositor.
- Noureddine Sammoud, poeta.

## Hermanamiento
- Almuñécar, España